# Astatoreochromis
Astatoreochromis és un gènere de peixos pertanyent a la família dels cíclids.

## Distribució geogràfica
Es troba a l'Àfrica oriental.

## Taxonomia
- Astatoreochromis alluaudi (Pellegrin, 1904)[3]
- Astatoreochromis straeleni (Poll, 1944)[4]
- Astatoreochromis vanderhorsti (Greenwood, 1954)[5][6][7][8][9][10][11]